# Faimalaga Luka
Faimalaga Luka, né le 15 avril 1940 et mort le 19 août 2005, est un homme politique tuvaluan. Il est Premier ministre du 24 février au 13 décembre 2001 et gouverneur général des Tuvalu du 9 septembre 2003 au 15 avril 2005.

## Biographie
Luka est un homme de radio entré en politique dans un premier temps au ministère de la Santé, puis en 1999 au ministère de l'Intérieur des Tuvalu. Il est investi Premier ministre le 24 février 2001 mais est renversé dès le mois de décembre suivant après le vote d'une motion de censure au Parlement.
En septembre 2003, il est nommé par la reine des Tuvalu, Élisabeth II, au poste de gouverneur général, ce qui fait de lui le représentant officiel de la reine aux Tuvalu. Le 15 avril 2005, Luka, atteint par la limite d'âge de 65 ans, doit quitter son poste et Filoimea Telito le remplace. Il décède le 19 août de la même année.